# Edmund Bałuka
Edmund Bałuka (* 4. Juni 1933 in Machnówka bei Krosno, Polen; † 8. Januar 2015 in Warschau) war ein polnischer Dissident und Gewerkschafter.

## Leben
Edmund Bałuka, der 1933 bei Krosno im Karpatenvorland zur Welt kam, versuchte bereits in den 1950er-Jahren in den Westen zu fliehen. Wegen des Fluchtversuchs wurde er zur Arbeit in einem Steinbruch verurteilt. Später arbeitete er als Schlosser und Kranführer in der Stettiner Werft. Nach den blutig niedergeschlagenen Streiks vom Dezember 1970 stand Bałuka an der Spitze der Arbeiterproteste im Januar 1971. Bekannt wurde er auch im Westen durch die 9-stündigen Gespräche, die er für die Streikleitung mit dem PZPR-Vorsitzenden Edward Gierek, dem Premierminister Piotr Jaroszewicz, dem Innenminister Franciszek Szlachcic und dem General und Armeechef Wojciech Jaruzelski führte. 1973 floh er erneut in den Westen. Wie später bekannt wurde, war die Flucht vom Sicherheitsdienst des Innenministeriums vorbereitet worden, um den unbequemen Bałuka loszuwerden. Nach den Augustabkommen von 1980, infolge derer die oppositionelle Gewerkschaft Solidarność legalisiert wurde, kehrte Bałuka nach Polen zurück. Bei Verhängung des Kriegszustands wurde Edmund Bałuka wieder interniert und spielte danach in der Oppositionsbewegung keine entscheidende Rolle mehr. Er kehrte 1985 nach Frankreich zurück und kam erst nach 1989 nach Polen zurück, wo er 2015 in Warschau verstarb. Edward Bałuka war neben Marian Jurczyk eine der bedeutendsten Personen der Stettiner antikommunistischen Arbeiterbewegung.